# Félix Luna

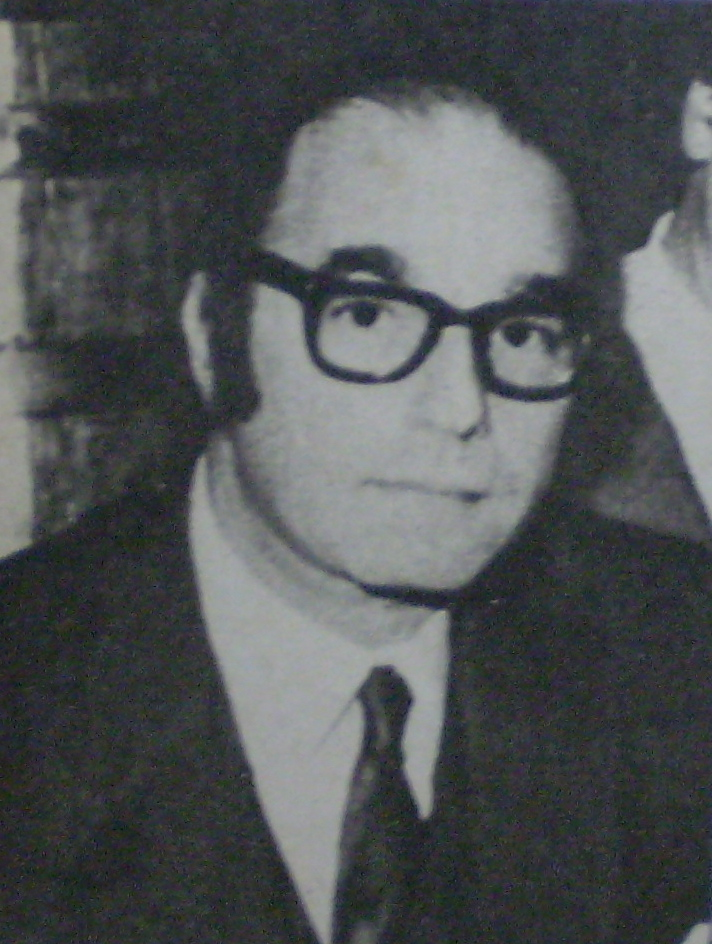
Félix Luna (1970)

Félix Luna (* 30. September 1925 in Buenos Aires; † 5. November 2009 in Buenos Aires), auch bekannt unter dem Pseudonym Falucho, war ein argentinischer Anwalt, Historiker, Schriftsteller und Politiker der Unión Cívica Radical.
1967 gründete er die Fachzeitschrift für südamerikanische Geschichte Todo es Historia und führte sie bis zu seinem Tod. Zu seinen bekannten Werken zählen vorwiegend Dichtungen und Geschichtswissenschaftliche Standardwerke. Einige Lieder von ihm wurden vielfach vertont. Die Zamba „Alfonsina y el mar“, die er mit Ariel Ramírez im Gedenken an die Schriftstellerin Alfonsina Storni schrieb, ist fester Bestandteil argentinischer Folklore.
Er war Mitglied der Auroragruppe, einer Denkfabrik, die sich dem Selbstverständnis nach in Opposition zum Kirchnerismus und anderen Gruppen sieht, etwa der Carta Abierta.

## Leben

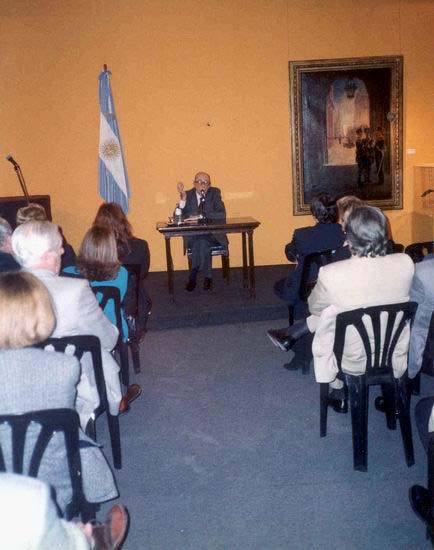
Félix Luna bei einer Konferenz im Casa Rosada.

Lunas Familie stammt aus der Provinz La Rioja. Sein Großvater war einer der Gründer der Unión Cívica Radical (UCA) in der Region. Sein Onkel, Pelagio Luna, war neben Hipólito Yrigoyen Vizepräsident Argentiniens. Luna studierte an der Universität von Buenos Aires (UBA) und erhielt 1952 seine Anwaltslizenz.
Zwischen 1956 und 1958 leitete er das Sekretariat für soziale Arbeit im Arbeitsministerium. Er war Berater der Botschaften von Bern und Montevideo zwischen 1958 und 1962. Zudem leitete er zwischen 1986 und 1989 das Sekretariat für Kultur der Municipalidad Buenos Aires.
Er war ab 1992 stimmberechtigtes Mitglied der Academia Nacional de la Historia, ab 1998 der Academia Nacional de Ciencias Morales y Políticas und ab 2000 der Academia Nacional de Periodismo.
Zwischen 1984 und 1987 war er Sprecher der Comisión Nacional de Museos y de Monumentos y Lugares Históricos („Nationale Kommission für Museen, Monumente und historische Orte“). Er saß zwischen 1985 und 1989 der Förderstiftung des Museo de Luján vor und leitete danach bis 1993 die Forschungen um die Manzanas de las Luces. Zudem war er ab 1991 Mitglied im Kuratorium der Antorchas-Stiftung.

### Lehrstühle Félix Lunas
| Name                            | Fakultät                                                        | Dauer     |
| ------------------------------- | --------------------------------------------------------------- | --------- |
| „Historia de las Instituciones“ | Rechtsfakultät der UBA.                                         | 1963–1976 |
| „Historia Contemporánea“        | Fakultät für Humanwissenschaften der Universidad de Belgrano    | 1967–1986 |
| „Historia Argentina“            | Fakultät für Politikwissenschaften der Universidad del Salvador | 1977      |

## Auszeichnungen
Preise
- 1957: Erster Preis der argentinischen Kulturdirektion für La fusilación
- 1968: Institut der öffentlichen Meinung für El 45
- 1970: Zweiter Preis der Stadt Buenos Aires für Los Caudillos
- 1983: Preis der vereinigten Provinzen von Córdoba
- 1984: Silbermedaille der Esquiú für Geschichte
- 1985: Kónex-Preis für Geschichte und Folklore
- 1992: Preis der argentinischen Kulturdirektion
- 1994: Kónex-Preis für historische Biografien.

Titel
- 1988: Komtur des französischen Ehrenordens
- 1990: Peruanischer Sonnenorden
- 1998: Orden de Cruzeiro do Sul (Brasilianische Botschaft)
- 1996: Ehrenbürger der Stadt Buenos Aires
- 2000: Orden des Bernardo O’Higgins (Chile)
- 2003: Doctor Honoris Causa (Universidad de Belgrano)

## Werke
Geschichtliches:

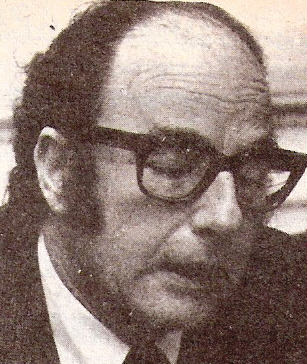
Félix Luna (1976)

- Yrigoyen (1954) ISBN 950-07-2652-1
- Alvear (1958) ISBN 950-07-7002-4
- El 45 (1968) ISBN 950-07-1213-X
- De comicios y entreveros (1977)
- Ortiz (1978) ISBN 950-07-0044-1
- Perón y su tiempo in drei Bänden ISBN 950-07-1797-2
  1. La Argentina era una fiesta 1946 – 1949 (1984)
  2. La comunidad organizada 1950 – 1952 (1985)
  3. El Régimen exhausto 1953 – 1955 (1986)
- Soy Roca (1989) ISBN 950-07-2628-9
- Historia Integral de los Argentinos (1994–1998) in zehn Bänden
- Club del Progeso: 1852 – 2002 (2002) mit Maria Saenz Quesada und Lucia Galvez ISBN 950-9603-44-9
- Historias de un año sin historia (2005) ISBN 950-07-2662-9

Essayistisches:
- Diálogos con Frondizi (1962) ISBN 950-49-0063-1
- Argentina de Perón a Lanusse (1973) ISBN 950-49-0627-3
- Conversaciones con José Luis Romero (1977) ISBN 950-07-0338-6
- Conflictos y Armonías en la Historia Argentina (1980) ISBN 950-9216-04-6
- Golpes militares y salidas electorales (1980) ISBN 950-07-0151-0
- Buenos Aires y el país (1982) ISBN 987-20506-1-9
- Fuerzas hegemónicas y partidos políticos (1988) ISBN 950-07-0514-1
- Confluencias (1991) ISBN 987-20506-3-5
- Fracturas y Continuidades en la Historia Argentina (1992) ISBN 987-20506-2-7
- Breve Historia de los argentinos (1993) ISBN 950-742-811-9
- Diálogos con la Historia y la Política (1996) zusammen mit Natalio Botana ISBN 950-07-1078-1
- Sarmiento y sus fantasmas (1997) ISBN 950-08-1817-5
- Segunda Fila (1999) ISBN 950-49-0250-2

Fiktionales:
- La última montonera auch La fusilación (1955) wurde 1963 verfilmt ISBN 950-834-057-6
- La noche de la Alianza (1963) ISBN 987-95909-6-1
- Martín Aldama: un soldado de la independencia (2001) ISBN 950-49-0793-8
- La vuelta de Martín Aldama (2003) ISBN 950-49-1066-1

Liedgut:

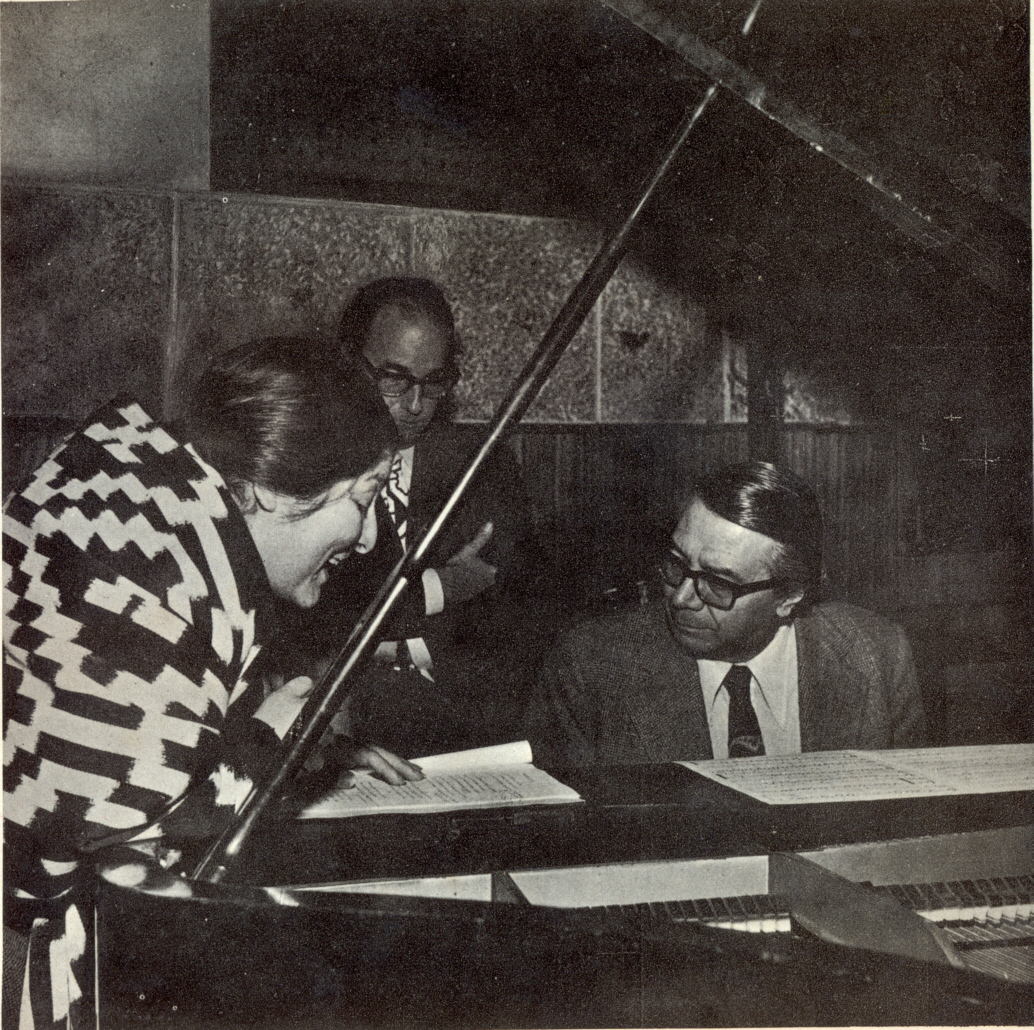
1972: Mercedes Sosa (vorne links) mit Félix Luna (im Hintergrund stehend) und Ariel Ramírez (am Klavier)

- Atahualpa Yupanqui ISBN 84-334-0218-8
- Los caudillos (1966) ISBN 950-742-193-9

Die Folgenden alle mit Ariel Ramírez. Die Arrangements durch Mercedes Sosa und Ramírez waren sehr erfolgreich.
- La Misa Criolla (1963)
- Mujeres argentinas (1968)
- Cantata Sudamericana (1971)